# Kraemeriidae
Kraemeriidae là danh pháp khoa học của một họ nhỏ (khoảng 9 loài) cá nhỏ dạng cá bống, chủ yếu là cá biển, bản địa khu vực từ Ấn Độ Dương tới trung Thái Bình Dương. Chúng thường sống trong các vũng nước nông nhiều cát và được tìm thấy trong các rạn san hô, nhiều loài thường sống trong hang với đầu thò ra. Duy nhất một loài (Gobitrichinotus arnoulti) sinh sống trong vùng nước ngọt ở Madagascar. Trong mùa sinh sản cá đực có đốm gióng như mắt đơn ở phía sau vây lưng đầu tiên. Cơ thể thuôn dài và không vảy. Đầu lưỡi có 2 thùy. Hàm dưới thò ra với cằm phình to. Mắt nhỏ. Vây lưng và vây hậu môn không hợp lại với vây đuôi. Thông thường 1 vây lưng có 4-6 gai yếu, thường 13-18 tia vây mềm. Vây chậu thường tách biệt; 1 gai, 5 tia vây mềm. Tia khe mang 5. Chiều dài khoảng 3–4 cm, tối đa khoảng 6 cm.

## Phân loại
Theo truyền thống, họ này xếp trong phân bộ Gobioidei của bộ Perciformes. Tuy nhiên, khi phân bộ Cá bống được phục hồi thành bộ riêng thì họ này được chuyển sang để tạo thành một phần của bộ Gobiiformes.
Một số các kết quả nghiên cứu phát sinh chủng loài cho thấy Kraemeriidae cùng các họ như Microdesmidae, Ptereleotridae, Schindleriidae lồng sâu trong phân họ Gobiinae (bao gồm cả Benthophilinae) của họ Gobiidae nghĩa cũ. Do vậy chúng được hợp nhất với phân họ Gobiinae để tạo ra họ Gobiidae nghĩa mới.

## Chi và loài
- Gobitrichinotus
  - Gobitrichinotus arnoulti. Có tại Madagascar.
  - Gobitrichinotus radiocularis: Tây Thái Bình Dương
- Kraemeria
  - Kraemeria bryani – cá bống cát Bryan. Có tại Thái Bình Dương
  - Kraemeria cunicularia: cá bống cát trong suốt. Có tại Tây Thái Bình Dương
  - Kraemeria galatheaensis – cá bống cát Galathea. Có tại Tây – Trung Thái Bình Dương.
  - Kraemeria merensis: Tây Trung Thái Bình Dương.
  - Kraemeria nuda: Tây Ấn Độ Dương.
  - Kraemeria samoensis – cá bống cát Samoa. Có tại Ấn Độ - Thái Bình Dương
  - Kraemeria tongaensis: Thái Bình Dương.